# Lekkoatletyka na Letnich Igrzyskach Olimpijskich 1900 – bieg na 4000 metrów z przeszkodami mężczyzn
Bieg na 4000 m z przeszkodami rozgrywano tylko jeden raz na igrzyskach olimpijskich – w Paryżu w 1900. Był to również jedyny przypadek, kiedy rozegrano dwa biegi z przeszkodami na różnych dystansach (również bieg na 2500 m z przeszkodami). Bieg odbył się 16 lipca w Lasku Bulońskim, dzień po biegu na 2500 m z przeszkodami. Wystąpiło 8 zawodników z 5 krajów. Bieg był rozgrywany na bieżni o obwodzie 500 m, na której ustawiono przeszkody: płotki, kamienne murki i rów z wodą.

## Finał
| Poz.   | Zawodnik         | Kraj                 | Wynik    | Uwagi |
| ------ | ---------------- | -------------------- | -------- | ----- |
| złoto  | John Rimmer      | Wielka Brytania      | 12:58,4  | OR    |
| srebro | Charles Bennett  | Wielka Brytania      | 12:58,6  |       |
| brąz   | Sidney Robinson  | Wielka Brytania      | 12:58,8  |       |
| 4.     | Jean Chastanié   | Francja              | nieznany |       |
| 5.     | George Orton     | Kanada               | nieznany |       |
| 6.     | Franz Duhne      | Cesarstwo Niemieckie | nieznany |       |
| –      | Alexander Grant  | Kanada               | nieznany |       |
| –      | Thaddeus McClain | Stany Zjednoczone    | nieznany |       |

Od początku biegu prowadził Rimmer przed Grantem. Na ostatnim okrążeniu oderwał się od Granta, którego następnie wyprzedzili inni zawodnicy. Bennett i Robinson zbliżyli się do Rimmera, ale nie zdołali go prześcignąć. Różnice między trzema pierwszymi zawodnikami wynosiły po pół jarda. Chastanié stracił do Robinsona 8 jardów. Orton, który poprzedniego dnia zwyciężył na 2500 z przeszkodami, zachorował na wirusową chorobę jelit i nie liczył się w walce o zwycięstwo.